# Stiftung Bildung
Die Stiftung Bildung ist eine gemeinnützige und rechtsfähige Stiftung bürgerlichen Rechts mit Sitz in Berlin. Sie setzt sich bundesweit für bessere Bildungsbedingungen von Kindern, Jugendlichen und die Stärkung des zivilgesellschaftlichen Bildungsengagements ein. Sie finanziert sich aus Spenden, Erbschaften und Drittmitteln. Sie trägt das DZI-Spendensiegel und das Erbschaftssiegel.

## Geschichte
Die Stiftung Bildung ist eine bundesweite Spenden- und Lobbyorganisation für Bildung an Kindergärten und Schulen und sieht sich als Basisorganisation des zivilgesellschaftlichen Bildungsengagements. Sie wurde im September 2012 mit dem Ziel gegründet, das bundesweite Bildungsengagement zu stärken und ihm eine Stimme in der Öffentlichkeit zu geben. Sie arbeitet dabei mit den 40.000 Kita- und Schulfördervereinen, ihren Landes- und Bundesverbänden wie dem Bundesverband der Fördervereine (BFD) und dem Bundesverband der Kita- und Schulfördervereine (BSFV), dem Bundeselternrat (BER), der Bundeselternvertretung der Kinder in Kindertageseinrichtungen und Kindertagespflege (BEVKi), dem Bundeselternnetzwerk der Migrantenorganisationen für Bildung & Teilhabe (bbt) e.V. und der Bundesschülerkonferenz (BSK) zusammen.

## Ziele und Arbeitsweise
Übergeordnetes Ziel der Stiftung Bildung ist es, die Bildungsbedingungen für Kinder und Jugendliche in Kindergärten und Schulen in Deutschland insgesamt zu verbessern und das bundesweite Bildungsengagement zu stärken. Sozialer Ausgleich und die Vielfältigkeit der Bildung, wie beispielsweise Kinder- und Jugendpartizipation werden durch einzelne Projekte gefördert. Bei Kindern und Jugendlichen sollen Kreativität und Eigeninitiative angeregt werden, um Begeisterung für Bildung zu vermitteln. Die Stiftung arbeitet mit einem Netzwerk engagierter Ehrenamtlicher, Erziehungsberechtigter, Eltern, Kinder, Jugendlichen, Lehrkräfte, Erziehern und für Bildung Engagierten zusammen. Die Bedürfnisse, Besonderheiten und Notwendigkeiten der lokalen Bildungseinrichtungen sollen direkt erfasst werden, um auf diese Weise Entwicklung und Umsetzung von Bildungsangeboten standortgenau und vor allen Dingen für jedes Kind passgenau bereitzustellen.

## Organisation und Finanzierung
Die Schirmherrin der Stiftung Bildung ist Gesine Schwan. Zu den Gründungsstiftern gehören neben den Verbänden der Kita- und Schulfördervereine auch Kita- und Schulfördervereine selbst sowie gemeinnützige Unternehmen und engagierte Privatpersonen. Ihre Geschäftsstelle befindet sich im Palais am Festungsgraben in Berlin. Die Stiftung Bildung wurde auf ehrenamtlicher Basis aufgebaut und konnte Anfang 2014 erstmals hauptamtliche Stellen einrichten, wobei die Stiftung Bildung weiterhin mit Haupt- und Ehrenamtlichen arbeitet. Die Stiftung Bildung finanziert sich vor allem durch Privatspenden. Sie ist Mitglied im Bundesverband Deutscher Stiftungen, im Paritätischen Landesverband Berlin, im Bundesnetzwerk Bürgerschaftliches Engagement und in der Initiative „Mein Erbe tut Gutes. Das Prinzip Apfelbaum“. Sie hat sich zur Offenlegung ihrer Mittelherkunft, -verwendung und Personalstruktur über die Initiative Transparente Zivilgesellschaft verpflichtet.
Seit 2016 ist sie Trägerin des Bundesprogramms „Menschen stärken Menschen“ des Bundesministerium für Familie, Senioren, Frauen und Jugend. Innerhalb dessen initiiert die Stiftung Bildung Patenschaften zwischen Kindern und Jugendlichen mit und ohne Fluchterfahrung und unterstützt bundesweit den Ausbau von Landesverbänden der Kita- und Schulfördervereine, um ehrenamtlich Engagierte zu stärken.
Seit 2017 setzt die Stiftung das Jugendbeteiligungsprojekt youpaN um. youpaN ist ein Jugendforum, in dem sich junge Menschen an der Umsetzung des Nationalen Aktionsplans Bildung für nachhaltige Entwicklung (BNE) beteiligen.
Den Förderpreis „Verein(t) für gute Kita und Schule“ richtet die Stiftung Bildung seit ihrer Gründung jährlich bundesweit aus, prämiert erfolgreiche Projekte von Kita- und Schulfördervereinen und möchte damit das Engagement für Bildung und das Bildungsengagement öffentlich anerkennen.